# № 0
№ 0 је студијски албум италијанске певачице Мине, објављен 1999. године од стране издавачке куће PDU.
Албум је збирка кавер-верзија песама Ренато Дзеро,који је постао његов продуцент. Девет од десет песама на албуму је написао, а такође се појављује као партнер у дуету са Мином на три композиције.

## Списак пјесама
| №   | Назив                             | Трајање |  |
| 1.  | Neri                              | 5:18    |  |
| 2.  | Il cielo                          | 4:42    |  |
| 3.  | I migliori anni della nostra vita | 5:21    |  |
| 4.  | Fermoposta                        | 3:42    |  |
| 5.  | Galeotto fu il canotto            | 4:24    |  |
| 6.  | Mi vendo                          | 4:55    |  |
| 7.  | Amico                             | 3:58    |  |
| 8.  | Cercami                           | 5:23    |  |
| 9.  | Profumi, balocchi e maritozzi     | 3:54    |  |
| 10. | Ha tanti cieli la luna            | 4:34    |  |

## Позиције на листама

### Недељне листе
| Листа (1999)                   | Највиша позиција |
| ------------------------------ | ---------------- |
| Европа (Music & Media)         | 36               |
| Италија (Musica e dischi/FIMI) | 2                |

### Годишње листе
| Листа (1999)   | Позиција |
| -------------- | -------- |
| Италија (FIMI) | 22       |